# Divlje Jagode
I Divlje Jagode (lett. "Fragole di Bosco") sono un gruppo rock bosniaco, un tempo jugoslavo, fondato nel 1977 dal chitarrista Zele Lipovača.

## Storia

### Zenit e gli inizi
Sead Lipovaca, dopo essersi diplomato al liceo a Bihac, andò a studiare commercio estero a Zagabria. I suoi idoli musicali erano i suoi gruppi hard rock come The Who, Deep Purple, Led Zeppelin, Black Sabbath e altri. Lui stesso voleva avere una sua band e i suoi primi inizi musicali lo collegarono alla band Poldrugac di Vjekoslav Wossh. 'New Chords' con cui registrò un singolo nel 1975. In seguito ha suonato con i gruppi 'Biseri' e 'Selekcija', e nel 1976 ha fondato il gruppo 'Zenit'. La band all'epoca era composta dai musicisti Sead Lipovaca (prima chitarra), Ante Toni Jankovic (voce), Nihad Jusufhodžic (basso) e Dario Orioli e successivamente Adonis Dokuzovic (batteria). A quel tempo, "Zenit" suonava in vari festival rock, la registrazione era sulla loro compilation dello Jugoslav Rock-Pop Festival nel 1974, e all'inizio del 1977 decisero di cambiare nome.

### Divlje Jagode ed i primi successi
Nel maggio 1977, dopo molte discussioni, presero la decisione di cambiare il nome in "Divlje Jagode" e nell'autunno dello stesso anno registrano il loro primo singolo per l'allora principale etichetta discografica del paese 'Jugoton', che contenente due brani: la ballata "Jedina moja" (che ebbe un grande successo) e "Rock 'n 'Rotolo". Il testo della canzone "Jedina moja" venne scritto da Ante Jankovic e la musica da Sead Lipovaca. Il secondo singolo fu pubblicato all'inizio del 1978, con una cover del vecchio sevdalinka bosniaco "Moj dilbere" e l'emozionante ballata "Prijatelj" sul lato B. Nello stesso anno è stato pubblicato il loro terzo singolo, con il quale hanno guadagnato una notevole popolarità tra il pubblico e un gran numero di fan. Il singolo contiene le tracce "Duckling" e "If You Were, Ma'am". Dopo l'uscita del singolo, 'Jagode' fa un mini tour di Bihac e dell'area circostante.
Alla fine dell'anno vanno in studio per registrare il loro primo album "Divlje jagode" il quale uscì nel 1979, e fu pubblicato dalla casa discografica Jugoton. Il materiale dell'album è composto da nove canzoni, e tra le altre cose ci sono le già note ballate "Krivo je more" e una nuova versione della canzone "Jedina moja". La maggior parte delle altre tracce sono sul tema dell'hard rock e sulla traccia della band Deep Purple e Black Sabbath. I testi furono scritti da Ante Jankovic e le musiche sempre da Sead Lipovaca mentre la produzione venne curata da Vladimir Delac. Dopo l'uscita dell'album, la band si fermò per un po' mentre parte dei membri andavano a fare il servizio militare.
A quel tempo, furono abbandonati da Mustafa Ismailovski, che si unì al gruppo pop Silver Wings. Allora Sead Lipovaca, per colmare la mancanza di Ismailovski, incominciò a collaborare con Marina Tucakovic la quale scrisse i testi per i singoli "Mi amerai domani" e "Non ho niente contro / Sarà meglio".

### Gli Anni 80 e l'intensa Produzione Discografica
All'inizio degli anni '80, i "Wild Strawberries" erano di nuovo attivi e il gruppo "BAG" di Bihac si esibiva in concerti prima di loro. Sead Lipovaca nota il loro bassista Alija Alen Islamovic e lo invita a unirsi alle "fragole". Tuttavia, sorgono problemi quando Lipovaca gli dice dei suoi piani per l'intera band di andare a Sarajevo, ma Islamovic è riuscito a risolvere il problema con i suoi genitori e va a creare la sua carriera musicale con "Wild Strawberries".
Dopo aver pubblicato il loro primo album Divlje jagode, ci fu un malinteso da parte dell'editore Jugoton e insoddisfatto della promozione dell'album, Lipovaca si trasferì a Sarajevo dove firmò un contratto con la casa discografica 'Diskoton' [4]. All'inizio del 1981, 'Divlje jagode' è stato composto da Sead Lipovaca (chitarra), Ante Jankovic (voce), Alen Islamovic (basso) e Nasko Budimlic (batteria, portata da Islamovic dalla band 'BAG').
All'inizio del 1981 si recarono a Belgrado e in studio 'Druga maca' registrarono il loro secondo album Stakleni hotel in cui c'è un sound heavy metal completo. L'album è annunciato dal brano "Autostop", che era molto popolare (sia per la musica che per i testi [5]) e all'epoca veniva trasmesso su tutte le emittenti televisive. L'album è stato pubblicato a metà del 1981 [6] ed è stato pubblicato da 'Diskoton' di Sarajevo. I produttori del materiale erano Lipovaca ed Enco Lesic, mentre i testi sono stati scritti da Goran Petranovic (voce con 'Elvis J. Kurtovic'), Marina Tucakovic e Alen Islamovic. Il tema introduttivo dell'album era la canzone "Autostop", scritta da Petranovic, e la canzone "Kako si topla i mila" divenne il più grande successo di quell'album. Anche le ballate "Touch Me, Prone to Pain" e "Find the Way" hanno ottenuto un grande successo. Poiché erano guidati dallo stile heavy metal, Lipovaca ha assunto il comportamento di Angus Young degli AC / DC ai concerti, quindi è apparso in pantaloncini ed ha eseguito vari salti e corse sul palco.
Nel 1981, 'Wild Strawberries si esibì in numerosi concerti, alcuni dei quali furono un concerto per le vittime nella Krajina bosniaca, un festival rock e Bihac (BROF) e in settembre all'Ippodromo di Belgrado, insieme al White Button, ospitarono la band Iron Maiden , che poi giunse per la prima volta nell'ex Jugoslavia [7].
Dopo aver suonato in un tour e diversi concerti nel 1982, hanno iniziato a lavorare sul materiale per un nuovo album, ma la band ha lasciato l'ex primo cantante Ante Toni Jankovic e si è dedicata a una carriera indipendente. Prima di andarsene, Jankovic scrisse la canzone "You Don't Want the End", che sarebbe poi diventata una delle loro più grandi ballate. I critici hanno interpretato la canzone in modo diverso, alcuni la descrivono come una ballata d'amore, mentre altri hanno detto che annuncia la separazione di due amici (Lipovaca e Jankovic). Dopo che Jankovic se ne andò, il ruolo del primo cantante fu assunto dall'allora bassista Alen Islamovic.
Il trio di Lipovaca, Islamovic e Nasko Budimlic, insieme al produttore Theo Werdin, si recano nella città di Bad Homburg in Germania, dove stanno preparando e registrando il loro prossimo album nei 'Music Park Studios'. L'album Motori [8] è stato pubblicato dalla casa discografica 'Diskoton' nel 1983, ed è una vera svolta nella loro carriera musicale [4]. Oltre alla title track, che ha avuto un grande successo e si ascolta ancora oggi, ci sono anche la ballata d'amore "Sheila" (che Islamovic ha scritto per la sua ex fidanzata), "Non vuoi la fine", "Smile ", "Bite rock and roll" e altri brani che vanno bene con il pubblico e "Wild Strawberries" hanno portato un gran numero di fan. La tiratura iniziale dell'album era di 50.000, ma ha raggiunto molto rapidamente il numero di 400.000 copie vendute e ricevute l'etichetta 'Best Album of the Year' come migliore band della zona in quel momento.[4] Jankovic si unì a loro anche brevemente nel tour, ricevendo numerosi premi e apparendo in riviste di musica popolari come 'Jukebox'.
Dopo aver terminato un grande tour, che è stato suonato nell'ex Jugoslavia, vanno in studio e preparano il materiale per un nuovo album. Andarono di nuovo in Germania, dove registrarono il loro prossimo album, The Wizards, negli stessi Music Park Studios. L'album è stato pubblicato il 2 novembre 1983 dalla casa discografica 'Diskoton' e la produzione e gli arrangiamenti sono stati curati da Sead Lipovaca. I testi per la maggior parte delle canzoni sono stati scritti da Alen Islamovic, mentre per le canzoni "Call Me", "Devil's City" e "Metal Workers" sono stati scritti da Lipovaca. I Wizards non hanno registrato la popolarità dell'album precedente e l'unica canzone che ha mantenuto il successo per molto tempo è stata "Metal Workers". Dopo l'uscita dell'album, avrebbero ricevuto un invito dai manager della Trans Atlantic Records a venire a Londra per una registrazione di prova.
All'inizio del 1984, sono andati in tournée e a metà della sua partecipazione, Islamovic ha ricevuto un'offerta da Goran Bregovic per trasferirsi al 'Bijelo dugme'. Ci sono poi litigi tra i membri di 'Wild Strawberries', ma vengono calmati da Islamovic, che ha rifiutato l'offerta ed è rimasto in squadra. Non era così sicuro dell'offerta di Bregovic quanto lo era della partenza di Bebek, e "Wild Strawberries" ha ottenuto un pre-contratto per registrare un album in lingua inglese a Londra. Alla fine dell'anno si unisce un nuovo bassista, Zlatan Cehic (ex membro della band 'Top'), e la prima voce viene rilevata da Alen Islamovic, ea novembre iniziano a lavorare sul materiale per il nuovo album.
Il materiale viene mixato nello studio di RTV Sarajevo, durante i mesi di novembre e dicembre, e all'inizio del 1985 si recano in Germania per la terza volta e registrano l'album nello studio 'Music Park Studios' durante il mese di febbraio . L'album Vatra è stato rilasciato nel marzo dello stesso anno ed è stato pubblicato da 'Diskoton'. La musica e l'arrangiamento sono scritti da Sead Lipovaca, mentre i testi sono scritti da Alen Islamovic e Slobodan Ðurasovic. Sul lato B c'è la canzone "Touch Me Little Girl", che è stata cantata in inglese e scritta appositamente per questo album da Theo Werdin. L'album ha fatto bene con il pubblico, ma non ha ottenuto molto successo commerciale. Le due canzoni di successo, "Gypsy" e "Flight to Another World", sono state successivamente eseguite regolarmente durante tour e concerti. Dopo aver fatto un tour e aver promosso l'album Vatra, alla fine dell'anno vanno a Londra per provare l'album. Al loro ritorno da Londra, suonano in diversi concerti importanti, come quello nella casa 'OTV' di Zagabria. Al concerto ha partecipato anche Xavier Rusell, giornalista della rivista heavy metal 'Kerrang!' (figlio del regista Ken Russell), e ha scritto a proposito del concerto: “Le fragole selvatiche sono musicalmente ancora settantenni.
L'influenza della band Y&T, Black Sabbath e Saxon è evidente, mentre alcuni riff di chitarra dei Judas Priest percorrono le canzoni qua e là. Le loro vecchie ballate hanno incontrato la reazione più favorevole, il che testimonia che al pubblico piace cantare con i loro ensemble ... "[12]. Hunnington, che possiede la casa discografica 'Logo Records'. [13] Hunnington era un personaggio molto forte e personaggio famoso, che, tra l'altro, fondò la popolare band 'Eurythmics' e fino ad allora nessuno in zona aveva un contratto del genere.
All'inizio del 1986, si recarono a Londra per iniziare a registrare un nuovo album in inglese. Stanno registrando otto delle loro vecchie canzoni e due nuove "Wild Boys" e "Fire on the water" in studio. Il produttore del materiale è Keith Woolvin, i testi sono stati scritti da Aleksandar Mezek, mentre Don Airey ha suonato alle tastiere come ospite. Pubblicarono il singolo "Shayla" sul mercato inglese e il 19 febbraio 1986 si esibirono al club 'Marquee', seguito da una serie di concerti nei club inglesi. L'uscita dell'album fu ritardata e Islamovic, insoddisfatto dei guadagni del tour e dei problemi con l'uscita dell'album, lasciò Londra e tornò a Sarajevo. Poco dopo ricevette un altro invito da Goran Bregovic a trasferirsi a Bijelo dugme, che Islamovic accettò. Nello stesso anno, Nasko Budimlic si ritirò temporaneamente. I problemi sorgono anche quando una band locale ruba e suona le loro composizioni, che all'epoca Lipovaca non proteggeva con il diritto d'autore. Lipovaca rimane da solo a Londra e riceve un'offerta per suonare con musicisti britannici, che rifiuta e alla fine torna a Sarajevo. Al suo ritorno, apprende che Islamovic ha accettato la seconda offerta e si è unito al "Bijelo dugme". Alla fine dell'anno, 'Diskoton' pubblica una compilation chiamata Najbolje, mentre Lipovaca finisce l'anno senza una band.
All'inizio del 1987, Lipovaca ha lavorato alla raccolta della band e ha il supporto di Zlatan Cehic. Cehic suggerisce di trovare un nuovo cantante, mentre Samir Šestan torna nella band a marzo. A maggio è stato finalmente pubblicato l'album Wild Strawberries [14], registrato presso lo studio 'Easy Hire' di Londra, e pubblicato da 'Record Records'. L'album esce anche in Svezia, Germania e Paesi Bassi, senza molto successo. Nell'estate del 1987, Mladen "Tifa" Vojicic (nato a Sarajevo il 17 ottobre 1960) [15] ha assunto la posizione di cantante in 'Jagode', il nuovo batterista della band era Edin Šehovic, mentre le tastiere sono state prese di Vladimir Vlado Podany. Alla fine dell'anno, vanno in studio e iniziano a lavorare sul materiale per il settimo album in studio "Wild Strawberries". La produzione sarà affidata al produttore londinese Peter Hinton, che ha lavorato con la band "Saxon".
Il nuovo album Konji [16] è stato pubblicato all'inizio del 1988, ed è stato annunciato dal singolo "Turkish March". Il materiale include una versione rinnovata della canzone "Wild Strawberries", e la strumentale "Turkish March", mentre il più grande successo dell'album è la canzone "Forever Yours", che si ascolta ancora oggi. L'elenco comprende anche la canzone "London" che è dedicata alla città e al tempo in cui vi soggiornarono. Nemmeno questo set di "Wild Strawberries" è durato a lungo. Alla fine della primavera, intraprendono un tour promozionale, ma non lo finiscono, poiché Tifa, Podany e Šehovic lasciano la band in estate. Lipovaca e Cehic vengono lasciati soli e invitano il batterista Dragan "Ðidji" Jankelic (che in precedenza aveva suonato nei Bijeli dugmet). Cehic assume la voce e a Sarajevo vengono raggiunti al concerto da Toni Jankovic, che canta i loro vecchi successi e riceve una standing ovation dal pubblico. Nel 1989, i "Divlje jagode" hanno suonato in concerti e alla fine dell'anno i Lipovaca hanno invitato il giovane cantante di Spalato Zlatan "Gibbonni" Stipišic (membro dell'ex gruppo "Osmi putnik"). Gibonni assume il ruolo di cantante e il cast registra demo che hanno aiutato Zelet a firmare un contratto con gli Stati Uniti, ma il progetto non è mai stato realizzato. Gibonni cambia idea e torna a Spalato, dove si dedica alla sua carriera solista. Dopodiché, le fragoline di bosco smettono di funzionare.

### Gli Anni 90 e l'attivismo pacifista
All'inizio della Guerra in Jugoslavia, Lipovača venne a Zagabria e registrò concerti umanitari. Nel 1992 iniziò la guerra in Bosnia ed Erzegovina e Lipovača non sapeva nulla della sua famiglia a Bihać. È in uno stato mentale difficile e da un po' non si occupa di musica. Nel 1993, 'Jagode, una parte di Lipovača, Čehić e Budimilić, è andato in Germania e ha suonato vari concerti umanitari. L'album Magic love [18], registrato nel 1991 nello studio 'Roccoco' di Zagabria, è uscito nel 1993 dalla casa discografica Croatia Records e per vari motivi è stato firmato da Sead Lipovača, e non 'Divlje jagode' ( anche se si trova nella discografia “Wild Strawberries”). Gli interpreti del materiale sono Lipovača (prima chitarra), Nasko Budimlić (batteria), Zlatan Čehić (basso) e Žanil Tataj (voce). Nikša Bratoš è un produttore discografico e lavora alle tastiere e ai cori in studio. La canzone "She's going" è cantata da Emir Čerić e "Cant stop" è cantata dall'allora poco conosciuta Tina Rupčić. La musica è stata fatta da Lipovača, mentre i testi sono firmati da Tataj e Gibonni. Successivamente, Janil Tataj ha lasciato la band.
Il loro prossimo album in studio, Swans When There's No War, [19] fu pubblicato all'inizio del 1994. Il cantante dell'album era Zlatan Čehić. Il materiale è stato preparato e registrato nel 1993 nella città tedesca di Gelsenkirchen, ed è pubblicato dalla casa discografica 'Croatiaton' di Zagabria. La produzione è affidata a Lipovača e Denyken, mentre la maggior parte dei testi è firmata da Fikret Kurtović e Fahrudin Pecikoza. dopo l'uscita di 'Strawberries suonano in Germania e Croazia, e dopo, Lipovača aiuta Ante Janković nel suo album solista. Nel 1995, dopo una serie di concerti nelle città europee, il membro di lunga data Zlatan Čehić lasciò la band per registrare il suo album solista, e un nuovo bassista, Sanjin Karić, venne invece al "Divlje jagode". La band continua a suonare nelle città europee e sta preparando il materiale per un nuovo album.
Il nuovo album "Wild Strawberries" One Hundred Centuries [20], è stato pubblicato a metà del 1996. L'album è stato registrato a Stoccarda, in Germania, presso lo studio 'Boston', ed è pubblicato dalla casa editrice tedesca 'Nimfasound'. Il materiale è composto da dieci canzoni, quattro delle quali sono state cantate da Žanil Tataj, quattro da Emir Čerić, e la canzone "Lejla" è stata cantata insieme. "Bihać 95", era una composizione strumentale e il suo titolo provvisorio era "Sulla strada". La composizione in inglese "On the road again" è stata scritta dal musicista croato Zlatan Stipišić - Gibonni, mentre la title track è firmata da Sanja Grgić. La produzione è affidata a Lipovača e Denyken e le tastiere sono suonate da Toni Lasin e Dario Grgić.
Dopo l'uscita dell'album, il bassista Sanjin Karić lasciò la band e fu sostituito da Dejan Oresković degli Slavonski Brod e dal nuovo batterista di Zagabria, Thomas Balaž, che occasionalmente sostituiva Nasko Budimlić. Dopo una serie di concerti tenuti in Slovenia, Croazia e Bosnia ed Erzegovina, i 'Wild Strawberries' vanno in vacanza per un po'. Fino alla fine degli anni '90, i 'Jagode' hanno suonato in vari concerti in Europa e nel 1999 Janil Tataj ha lasciato la band.

### Gli Anni 2000 ed una Nuova Produzione Discografica
Nel 2002, 'Divlje jagode' è apparso in pubblico per la prima volta con il nuovo cantante Pero Galić (ex membro della band della contea 'Opća opasnost'), e insieme a lui nel 2000 hanno iniziato a lavorare sul materiale per il nuovo album. Dopo una pausa di sette anni, "Strawberries" ha pubblicato un nuovo album, From Heaven to Sky, nel 2003. L'album è stato registrato dall'inverno del 2000 all'inverno del 2003, negli studi "Z" Zagabria, "Matulj" Novo Mesto, "Promaster" Zagabria, "Bat" Velika Gorica, "Matrix" Monaco, "Vrbnico" Vrbnik, e lo pubblicò con la casa discografica 'Croatia Records'. Ci sono undici canzoni nell'album, la più importante delle quali è la canzone "Marija", che è diventata un grande successo, e Anto Janković, che canta la canzone "Ne krivi me", appare come ospite nel materiale. Nel 2004, la Croatia Records ha pubblicato una compilation su un doppio CD intitolata The very best of [22]. Il primo CD contiene i loro più grandi successi con un bonus di tre canzoni registrate nel loro primo album in inglese, e il secondo contiene ballate con una nuova versione della canzone "Krivo je more". La band si reca negli Stati Uniti e in Canada, dove tengono numerosi concerti, dopodiché tornano in patria dove tengono concerti nelle principali città dell'ex Jugoslavia. Nel 2005, sono tornati in America, ma senza il cantante Pero Galić, che ha lasciato la band ed è stato sostituito da un vecchio membro Anto Janković. A Chicago, si incontrano con la rock band croata Parni valjak e tengono un concerto insieme. Dopodiché, tornano a casa e il bassista Sanjin Karić torna nella band. Vanno in tournée in Australia, e dopo danno alcuni concerti in Svizzera.
Pero Galić e Zlatan Čehić sono tornati in squadra nel 2006. Ad aprile pubblicano il singolo "Piramida", che è cantato insieme da Čehić e Galić, ed è stato scritto da Lipovača in occasione della scoperta delle piramidi bosniache a Visoko. Nell'autunno dello stesso anno è stato pubblicato un cofanetto con tutti gli album usciti ora, con aggiunte bonus costituite dall'album Magic love e dal singolo "Pyramid".
Nel 2007 è stato pubblicato un video per il singolo "Pyramid" e i membri di "Wild Strawberries" hanno annunciato il materiale per un nuovo album. Il 10 luglio, i 'Divlje jagode' a Osijek suoneranno insieme alla band 'Opća opasnost', prima dell'esibizione del gruppo hard rock britannico Whitesnake.
Pero Galić ha lasciato la band nel 2008 e il cantante è di nuovo Toni Janković. L'anno successivo, il cantante Jagoda è diventato Marko Osmanović, frontman della band hard-rock Daruvar Cota G4, e insieme a lui hanno concerti in Croazia. Nell'estate del 2011, hanno annunciato l'uscita di un nuovo album, che non è ancora apparso. Alla fine dell'anno pubblicarono la canzone "No, It's Not Me". Nel 2013, Marko Osmanović ha lasciato la band e Livio Berak ha preso il suo posto. Con lui, Divlje Jagode ha pubblicato il singolo "Samo da znas", per il quale hanno registrato un video. Nello stesso anno, Jagode pubblicò un album chiamato Biodynamic Love. L'album include Ivana Peters e Žanil Tataj.

## Membri

### Voce
- Anto Janković "Toni" – (1977-1982), (2005), (2007-2009), (2010), (2011), (2012), (2018-oggi)
- Alen Islamović – Voce, Basso (1980-1986)
- Zlatan Ćehić "Ćeha" – Voce, Basso (1984-1995), (2006-2012)
- Mladen Vojičić "Tifa" – Voce (1987-1988), (1994), (1995), (2005)
- Zlatan Stipišić "Gibonni" - Voce (1989-1990) Nikada nije uživo nastupio sa grupom, osim (1992) kao gost na koncertu
- Žanil Tataj "Žak" – (1991-1992), (1994-2002), (2007-2008 uživo)
- Tina Rupčić - (kao gošća na albumu "Magic Love" iz 1993. godine) - Voce
- Emir Cerić "Cera" – Voce (1996) Kao gost na albumu "Sto Vjekova"
- Pero Galić "Gale" – (2002-2007)
- Marko Osmanović - (2008-2013)
- Livio Berak - (2013-oggi)

### Chitarristi
- Sead Lipovača – (1977-oggi)

### Bassisti
- Saša Čabrić – (1977)
- Dejan Orešković "Klo" – (1997-2004), (2006), (2009), (2012)
- Nihad Jusufhodžić – (1977-1979)
- Alen Islamović - (1980-1984)
- Sanin Karić – (1995-1997), (2005.)
- Zlatan Čehić - (1984-1995), (2006-2012)
- Andraš Išpan - (2012-2015)
- Damjan Mileković - (2016-oggi)

### Tastieristi
- Mustafa Ismailovski "Muc" – (1979)
- Vlado Podany – (1988), (2007), (2008), (2009)
- Toni Lasan – (1997-1997)
- Mladen Krajnik – (1977)
- Samir Šestan – (1985-1987)
- Damjan Deurić – (2010-oggi)

### Batteristi
- Adrian Borić - (2015-2018)
- Nasko Budimlić – (1980-1986), (1989-1997), (1998-2002), (2011- 2015)
- Thomas Balaž – (1992), (1997-2011)
- Adonis Dokuzović – (1977-1979), (2007), (2010), (2011)
- Velibor Čolović Šeki - (1987)
- Edin Šehović "Šeha" – (1987-1988)
- Dragan Jankelić – (1988-1989)
- Emil Kranjčić - (2018-oggi)

## Discografia

### Album
- Divlje Jagode (1978)
- Stakleni Hotel (1981)
- Motori (1982)
- Čarobnjaci (1983)
- Vatra (1985)
- Wild Strawberries (1987)
- Konji (1988)
- Labude, kad rata ne bude (1994)
- Sto Vjekova (1997)
- Od neba do neba (2003)
- Biodinamička ljubav (2013)
- Jukebox (2020)

### Compilation
- Najbolje (1986)
- Sarajevo, ti i ja (1993)
- Antologija 1 (1995)
- Antologija 2 (1995)
- The Very Best Of: Let na drugi svijet (2004)
- Ultimate Colection (2008)
- The Love Collection: Najljepše ljubavne pjesme (2011)
- Greatest Hits (2015)
- Greatest Hits Collection (2017)
- Original Album Collection (2018)

### Singoli
- "Jedina moja" / "Rock 'n' Roll" (1977)
- "Moj dilbere" / "Prijatelj" (1978)
- "Patkica" / "Kad bi vi, gospođo" (1978)
- "Nemam ništa protiv" / "Bit će bolje" (1979)
- "Shayla" (1986) - pilot singl emitiran na radiju BBC
- "Turski Marš" / "Konji" (1988)
- "Dobro došla ljubavi" / "Marija" (2003)
- "Marija" (2003) Multimedijalni promo singl
- "Krivo je more - nova verzija i spot" (2004)
- "Piramida" (2006)
- "Zvijezda Sjevera-nova verzija i spot" (2007)
- "Ne, Nisam ja!" (2011)
- "Samo da znaš" (2013)
- "Znamo da je kraj" (2018)
- "Zauvijek Tvoj" - Feat. TIFA (2018)
- "Zbog tebe draga" (2019)
- "Sama si" Feat. Žanil Tataj Žak (2019)